# Linia kolejowa Torgau – Belgern
Linia kolejowa Torgau – Belgern – dawna lokalna, niezelektryfikowana linia kolejowa biegnąca przez teren kraju związkowego Saksonia, w Niemczech. Łączyła ona Torgau z 	Belgern.